# 극동방송
극동방송(極東放送, 영어: Far East Broadcasting Company, FEBC)은 세계 각국에 퍼져 있는 미국의 개신교계 국제 방송국이다. 방송국 본사가 있는 캘리포니아뿐만 아니라, 대한민국, 영국, 오스트레일리아, 캐나다, 일본, 미국, 뉴질랜드, 필리핀, 태국, 러시아, 몽골 등에서도 방송이 송출되며 비신자도 초청한다.

## 연혁
FEBC의 역사는 제2차 세계 대전 무렵으로 거슬러 올라가며 당시 수많은 병사들이 아시아의 거대한 영적 필요를 새로이 인지하고 태평양 전투로부터 돌아오고 있었다.
존 브로거(John Broger)와 밥 보먼(Bob Bowman)은 전쟁 이전에도 아시아에 라디오 방송국을 세우라는 하나님으로부터의 부르심을 느꼈다. 이들은 아시아의 수백만 명의 사람들에게 복음을 전달할 사역을 구상하였다. 특히 그들이 마음에 두고 있는 국가는 중국이었다.
1945년에 설립된 FEBC는 상하이의 기지국에서 최초로 개국하였다. 그러나 그리 오래 가진 못하였다. 1945년 초까지 중국의 모든 사역은 단계적으로 축소되어 대안 지역이 물색되었다.
존 브로거는 FEBC의 라디오 방송국의 위치를 바꿀, 아시아의 가능성 있는 지역을 찾다가, 필리핀으로 결정하였다. 이상적으로 남중국해에 위치해 있는 필리핀이 적격이었다.
1948년 6월 4일 마닐라에서 지역 방송국 KZAS(현재의 DZAS)을 통해 첫 방영이 이루어졌다. 이듬해인 1949년에 중국에 국제 방송 방송이 시작되어 그 뒤 러시아를 포함한 동남아시아 대부분으로 확장되었다. FEBC의 자매 방송국인 페바 라디오(Feba Radio)는 아시아, 아프리카, 중동에 프로그램을 방송한다.
FEBC는 현재 전 세계적으로 41개의 AM, FM 기지국을 운영하고 있으며, 두 주 송신지를 통해 단파로 149개 언어로 국제 프로그램을 방송한다.

### 대한민국 극동방송의 연혁
2000년 이전
- 1954년 5월 1일 재단법인 한국복음주의 방송협회 창립
- 1954년 7월 27일 체신부(현 과학기술정보통신부)로부터 무선국 허가 취득
- 1956년 12월 23일 경기도 인천시 학익동에서 극동방송 개국 (주파수: 중파 1230 kHz, 단파 11940 kHz 호출부호: HLKX)
- 1958년 5월 12일 중파방송 주파수 변경 (1230 kHz → 1065 kHz)
- 1960년 9월 2일 중파방송 주파수 변경 (1065 kHz → 1060 kHz), 출력 50kW로 증강
- 1961년 1월 19일 방송국 명칭 국제복음방송국으로 변경
- 1962년 7월 1일 방송국을 인천시 학익동에서 인천시 북성동3가로 이전
- 1963년 1월 1일 무선국 허가 상실
- 1963년 3월 16일 무선국 재허가
- 1966년 12월 23일 중파방송 주파수 변경 (1060 kHz → 1190 kHz)
- 1967년 1월 3일 단파방송 주파수 변경 (11955 kHz → 5850 kHz)
- 1967년 5월 1일 방송국 명칭 팀 라디오 극동방송으로 변경
- 1967년 12월 23일 경기도 인천시 북성동3가에서 서울특별시 마포구 상수동으로 방송국 이전
- 1973년 6월 30일 아세아방송 개국 (주파수: 1570 kHz, 호출부호: HLDA, 출력: 250 kW)
- 1977년 1월 1일: 극동방송, 아세아방송과 공동 운영
- 1978년 12월 23일 극동방송, 아세아방송 AM 주파수 변경
  - 극동: 1190 kHz → 1188 kHz
  - 아세아: 1570 kHz → 1566 kHz
- 1980년 1월 1일 아세아방송 호출부호 변경 (HLDA → HLAZ)
- 1987년 8월 25일 극동방송 출력 100kW로 증강
- 1987년 11월 2일 보도 및 광고, 협찬방송 개시
- 1988년 6월 18일 AM 송신소를 인천 논현동에서 경기도 시흥시 방산동으로 이전
- 1989년 12월 1일 대전극동방송 개국 (주파수: 초단파 93.3 MHz, 호출부호: HLAD, 출력: 3 kW)
- 1994년 11월 14일 목포에 아세아방송 호남본부 개설 (목포극동방송 전신)
- 1995년 6월 1일 러시아 극동방송 준공 (주파수: 중파 954 kHz, 호출부호: HP113, 출력: 10 kW)
- 1996년 3월 16일 창원극동방송 개국 (주파수: 초단파 98.1 MHz, 호출부호: HLDD, 출력: 3 kW)
- 1997년 9월 3일 아세아방송 서귀포 삼매봉 FM 중계소 개설 (초단파 101.1 MHz)

2000년 이후
- 2000년 9월 1일 창원극동방송 출력 5kW로 증강
- 2000년 9월 6일 대전극동방송 출력 5kW로 증강
- 2000년 12월 23일 극동방송 본사 표준FM 개국 (주파수: 초단파 106.9 MHz, 호출부호: HLKX-SFM, 출력: 5 kW)
- 2001년 4월 2일 목포극동방송 개국 (주파수: 초단파 100.5 MHz, 호출부호: HLKW, 출력: 1 kW)
- 2001년 8월 27일 영동극동방송 개국 (주파수: 초단파 90.1 MHz, 호출부호: HLDY, 출력: 3 kW)
- 2001년 10월 1일 아세아방송, 극동방송과 합병 및 제주극동방송으로 명칭 변경
- 2001년 11월 12일 포항극동방송 개국 (주파수: 초단파 90.3 MHz, 호출부호: HLDZ, 출력: 3 kW)
- 2002년 2월 25일 울산극동방송 개국 (주파수: 초단파 107.3 MHz, 호출부호: HLQR, 출력: 3 kW)
- 2005년 10월 27일 인터넷방송 개국
- 2008년 4월 26일 부산극동방송 개국 (주파수: 초단파 93.3 MHz, 호출부호: HLQQ, 출력: 1 kW)
- 2009년 4월 18일 대전극동방송 익산 FM중계소 개설 (초단파 91.1 MHz)
- 2010년 6월 1일 러시아 극동방송 준공 15주년
- 2011년 2월 12일 대구극동방송 개국 (주파수: 초단파 91.9 MHz 호출부호: HLCU → HLKK, 출력: 1 kW)
- 2012년 1월 3일 마포구 상수동 본사 재건축으로 영등포구 영등포동6가 극동빌딩으로 본사를 임시 이전
- 2012년 5월 26일 광주극동방송 개국 (주파수: 초단파 93.1 MHz, 호출부호: HLED, 출력: 1 kW)
- 2012년 7월 2일 로스앤젤레스에 소재한 우리방송에 극동방송의 일부 방송 송출 시작, 미주지사 개국 (주파수: 중파 1230kHz)
- 2013년 10월 25일 상수동 신 사옥에서의 방송 송출
- 2015년 11월 27일 대구극동방송 구미중계소 개국 (주파수: 초단파 105.9 MHz 호출부호: HLKK, 출력: 200 W)
- 2015년 11월 28일 전남동부극동방송 개국 (주파수 초단파 97.5 MHz, 호출부호 HLEI, 출력 1kW)
- 2016년 8월 26일 제주극동방송 북제주 표준FM방송 허가 (주파수: 초단파 104.7 MHz 호출부호: HLAZ-SFM, 출력 1kW)
- 2017년 10월 21일 제주극동방송 북제주 표준FM 개국 (주파수: 초단파 104.7 MHz 호출부호: HLAZ-SFM, 출력 1kW)
- 2018년 10월 26일 대구극동방송 송신소 이전 (두류동 83타워 → 이곡동 와룡산)
- 2018년 12월 극동방송 백령도 중계소 허가 (주파수 : 초단파 106.9MHz)
- 2019년 4월 13일 전북극동방송 개국 (주파수: 초단파 91.1 MHz, 호출부호: HLEN, 출력 1kW)
- 2020년 9월 7일 극동방송 TV 개국
- 2020년 10월 12일 극동방송 AM 송신소를 시흥시 방산동에서 안산시 단원구 대부남동으로 이전
- 2024년 미상 영동극동방송이 춘천과 원주에 FM 중계소 허가.
- 2024년 미상 영동극동방송 → 강원극동방송 명칭 바뀜

## 지역 단위 방송국
- FEBC FM : 서울특별시 마포구 와우산로 56(상수동), 1956년 12월 23일 개국
- 제주극동방송 : 제주특별자치도 제주시 애월읍 가문동상4길 67, 1973년 6월 30일 개국
- 대전극동방송 : 대전광역시 유성구 지족로364번길 38-8(지족동), 1989년 12월 1일 개국
- 창원극동방송 : 경상남도 창원시 성산구 두대로 147(중앙동), 1996년 3월 16일 개국
- 목포극동방송 : 전라남도 목포시 정의로 30(옥암암동), 2001년 4월 2일 개국
- 강원극동방송 : 강원특별자치도 속초시 중앙로 465(장사동), 2001년 8월 27일 개국
- 포항극동방송 : 경상북도 포항시 북구 용당로 164(중앙동), 2001년 11월 12일 개국
- 울산극동방송 : 울산광역시 남구 번영로 145(달동), 2002년 2월 25일 개국
- 부산극동방송 : 부산광역시 해운대구 센텀중앙로 105(재송동), 2008년 4월 26일 개국
- 대구극동방송 : 대구광역시 수성구 화랑로 90(만촌1동), 2011년 2월 12일 개국
- 광주극동방송 : 광주광역시 서구 상무번영로 73(치평동), 2012년 5월 26일 개국
- 전남동부극동방송 : 전라남도 여수시 문수로 14(여서동), 2015년 11월 28일 개국
- 전북극동방송 : 전북특별자치도 익산시 마한로 145(어양동), 2019년 4월 13일 개국

## 방송 주파수
| 방송국                    | 호출부호 | 송신소          | 주파수      | 출력  | 송신소 위치                                    | 개국일           |
| ------------------------- | -------- | --------------- | ----------- | ----- | ---------------------------------------------- | ---------------- |
| FEBC FM (프로그램 제작국) | HLKX     | 대부도 송신소   | AM 1188kHz  | 100kW | 경기도 안산시 단원구 대부남동 1126-130         | 1956년 12월 23일 |
| FEBC FM (프로그램 제작국) | HLKX-SFM | 관악산 송신소   | FM 106.9MHz | 5kW   | 경기 안양시 동안구 비산동 산3-1                | 2000년 12월 23일 |
| FEBC FM (프로그램 제작국) | HLKX-SFM | 백령도 중계소   | FM 106.9MHz | 500W  | 인천 옹진군 백령면 진촌리 산75-1               | 2020년 이후      |
| 강원극동방송              | HLDY-FM  | 괘방산 송신소   | FM 90.1MHz  | 3kW   | 강원 강릉시 강동면 정동진리 산19               | 2001년 8월 27일  |
| 강원극동방송              | HLDY-FM  | 속초 중계소     | FM 102.9MHz | 70W   | 강원 속초시 설악동 산3-1 목우재                | 2003년 7월 14일  |
| 강원극동방송              | HLDY-FM  | 초록봉 중계소   | FM 100.9MHz | 90W   | 강원 동해시 비천동 산243-2                     | 2009년 6월 19일  |
| 강원극동방송              | HLDY-FM  | 백운산 중계소   | FM 104.3MHz | 300W  | 강원 원주시 판부면 서곡리 산166                | 2024년 11월 25일 |
| 강원극동방송              | HLDY-FM  | 대룡산 중계소   | FM 92.9MHz  | 500W  | 강원 춘천시 동내면 대룡산길 944 (고은리 산1-2) | 2025년 개국예정  |
| 대전극동방송              | HLAD-FM  | 식장산 송신소   | FM 93.3MHz  | 5kW   | 대전 동구 낭월동 산43                          | 1989년 12월 1일  |
| 대전극동방송              | HLAD-FM  | 봉황산 중계소   | FM 93.3MHz  | 500W  | 충남 공주시 반죽동 산2-1                       | 1997년 7월       |
| 전북극동방송              | HLEN-FM  | 미륵산 송신소   | FM 91.1MHz  | 1kW   | 전북 익산시 삼기면 연동리 산6                  | 2019년 4월 13일  |
| 광주극동방송              | HLED-FM  | 무등산 송신소   | FM 93.1MHz  | 1kW   | 광주 북구 금곡동 산1-1                         | 2012년 5월 26일  |
| 목포극동방송              | HLKW-FM  | 양을산 송신소   | FM 100.5MHz | 1kW   | 전남 목포시 용해동 산34-1                      | 2001년 4월 2일   |
| 전남동부극동방송          | HLEI-FM  | 구봉화산 송신소 | FM 97.5MHz  | 1kW   | 전남 광양시 성황동 산228                       | 2015년 11월 28일 |
| 전남동부극동방송          | HLEI-FM  | 구봉산 중계소   | FM 92.9MHz  | 100W  | 전남 여수시 여서동 산163-3                     | 2016년 3월 24일  |
| 대구극동방송              | HLKK-FM  | 와룡산 송신소   | FM 91.9MHz  | 1kW   | 대구 달서구 이곡동 산1                         | 2011년 2월 12일  |
| 대구극동방송              | HLKK-FM  | 구미 중계소     | FM 105.9MHz | 200W  | 경북 구미시 옥계동 산20 (KT)                   | 2015년 11월 27일 |
| 포항극동방송              | HLDZ-FM  | 도음산 송신소   | FM 90.3MHz  | 3kW   | 경북 포항시 북구 흥해읍 대련리 1104-1          | 2001년 11월 12일 |
| 포항극동방송              | HLDZ-FM  | 삼각산 중계소   | FM 96.7MHz  | 500W  | 경북 울릉군                                    | 2023년 11월      |
| 부산극동방송              | HLQQ-FM  | 봉래산 송신소   | FM 93.3MHz  | 1kW   | 부산 영도구 신선동3가 산1-3                    | 2008년 4월 26일  |
| 부산극동방송              | HLQQ-FM  | 녹산 중계소     | FM 96.7MHz  | 20W   | 부산 강서구 생곡동 산10-3 봉화산               | 2014년 1월 27일  |
| 울산극동방송              | HLQR-FM  | 무룡산 송신소   | FM 107.3MHz | 3kW   | 울산 북구 어물동 산195-3                       | 2002년 2월 25일  |
| 창원극동방송              | HLDD-FM  | 불모산 송신소   | FM 98.1MHz  | 5kW   | 경남 창원시 성산구 천선동 산213-8              | 1996년 3월 16일  |
| 창원극동방송              | HLDD-FM  | 장군대산 중계소 | FM 92.5MHz  | 500W  | 경남 진주시 문산읍 상문리 325-5                | 2014년 10월      |
| 제주극동방송              | HLAZ     | 애월 송신소     | AM 1566kHz  | 250kW | 제주 제주시 애월읍 구엄리 444                  | 1973년 6월 30일  |
| 제주극동방송              | HLAZ-SFM | 연동 송신소     | FM 104.7MHz | 1kW   | 제주 제주시 연동                               | 2017년 10월 21일 |
| 제주극동방송              | HLAZ-SFM | 삼매봉 중계소   | FM 101.1MHz | 90W   | 제주 서귀포시 서홍동 822-1                     | 1997년 9월 3일   |

### 일본
「종교법인 일본febc」(febc 도쿄지국)의 본부 겸 스튜디오는 예전에 도쿄 오차노미즈의 오차노미즈 크리스천 센터(OSCC 빌딩)에 있었지만 1989년에 도쿄 무사시노시로 이전하여 라디오 방송을 해오고 있다. 일본의 방송법에는 종교방송국의 설립이 허용되어 있지 않아, 라디오 전파는 대한민국 제주특별자치도 제주시에 있는 제주극동방송(HLAZ)에서 일본 표준시로 오후 9시 30분부터 오후 10시 45분까지 주파수 1566㎑로 송신하고 있다. 2001년 4월 2일부터는 인터넷(2001년 4월 2일부터 개시)으로도 라디오 방송 내용을 전달하고 있다. 프로그램 내용은 전부 개신교와 관련된 방송이며, 매주 일요일에는 예배실황을 녹음한 프로그램을 방송한다. 프로그램은 기본적으로 자체제작한 것이지만 때에 따라서 외부제작 프로그램도 방송한다(일본 기독교 개혁파 교회 제작의 「내일로의 창(あすへの窓)」 등).
1958년부터는 오키나와에서도 영어와 일본어방송국을 별도로 두고 운영하고 있었지만, 1972년 오키나와가 일본 본토의 지배를 받게되고, 1983년에 극동방송의 중파방송이 폐지되면서 1984년에 FM 오키나와라는 별도의 방송이 된다.
기존 일본어 방송은 제주극동방송(구 아세아방송) 이외에도 필리핀 마닐라(마닐라 콜링, 현 마닐라 에코), 미국 샌프란시스코(우정의 소리, 호출부호 KGEI)에서도 방송되었다. 당시 febc는 단지 마닐라에서 방송하는 것을 가리키는 경우가 많았다. 프로그램은 전부 도쿄에 있는 스튜디오에서 제작하여 프로그램 테이프가 각국에 공수되었다. 방송시간은 일본 표준시로 KGEI가 17시~18시, 마닐라가 19시~20시, 22시~23시(재방송), 제주극동방송(구 아세아방송)이 21시 30분~22시 30분까지 하루 4시간 방송되었다.

### 북한
설립 취지가 선교사를 파견하기 힘든 공산권 국가를 대상으로 하는 방송이어서 극동방송은 북한에도 송출한다고 한다. 북한에서는 실제로 지하에서 숨어서 신앙생활을 하는 지하교회 성도들이 있는데 몰래 라디오를 가지고 지하에서 듣는데 오전 5시에 송출하는 <FEBC 새벽예배>가 북한 지하교회 성도들을 위해 송출하는 프로그램이라고 한다.

## 비판
정통 개신교 방송이다 보니  보수 우파 성향이다.
사례로 2001년 9월 10일 방송된 '특집 시국 좌담회'에서는 김동길 교수 등이 참여해 당시 김대중 정권의 햇볕정책을 비판하는 내용을 방송했다. 또한 2006년 5월 23일 극동방송 창사 50주년을 기념하는 홈커밍데이 행사에서 전두환 전 대통령이 축사를 했다.또한 김용민 PD는 1998년 이 방송에 취직하였다가 여의도순복음교회의 목사 조용기를 비판하는 글을 올렸다는 이유로 사임했다.

## 제공 시보
- 현대자동차 (시보에 가끔 들어온다.)
- 삼성전자

## 같이 보기
- 개신교